# 青龙镇 (青龙县)
青龙镇，是中华人民共和国河北省秦皇岛市青龙满族自治县下辖的一个乡镇级行政单位。

## 行政区划
青龙镇下辖以下地区：
大杖子村、老爷庙村、大营子村、孟家铺村、头道杖子村、谢家岭村、北坎子村、响水沟村、大石门村、逃军山村、土坎子村、三杈榆树村、广茶山村、苏杖子村、佟杖子村、向阳村、湾杖子村、满杖子村、前庄村、河南村、拉马沟村、马杖子村、五道沟村、蛇盘兔村、平顶山村、肖杖子村、西双山村和龙潭村。